# 佩济亚拉里维耶尔
佩济亚拉里维耶尔（法語：Pézilla-la-Rivière，法語發音：[pezija la ʁivjɛʁ] ⓘ）是法国东比利牛斯省的一个市镇，位于该省东部，属于佩皮尼昂区。

## 地理
佩济亚拉里维耶尔（42°41'43"N, 2°46'14"E）面积15.62 平方千米，位于法国奧克西塔尼大區东比利牛斯省，该省份为法国大陆部分最南部的省份，涵盖了北加泰罗尼亚，北起奥德省，西接阿列日省和安道尔，南与西班牙接壤，东临地中海。
与佩济亚拉里维耶尔接壤的市镇（或旧市镇、城区）包括：卡尔斯、里维耶尔新城、勒索莱、圣费利于达瓦伊、科尔内亚-拉里维耶尔。

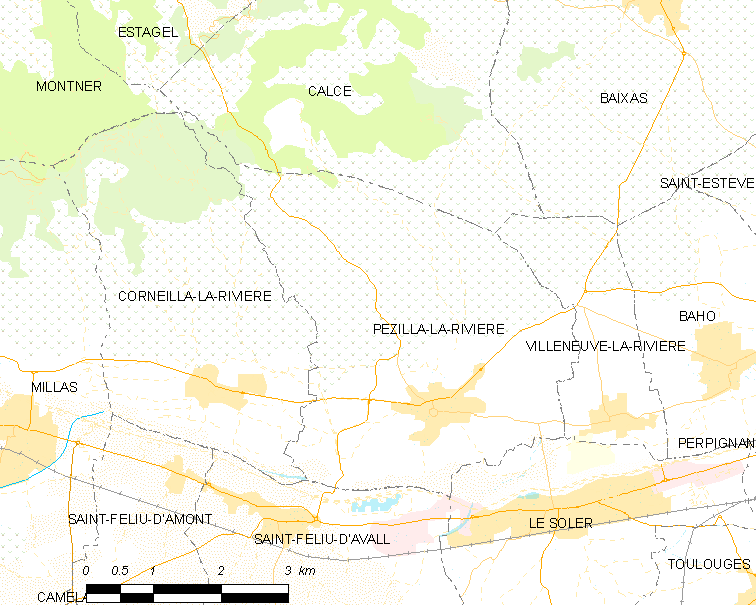
佩济亚拉里维耶尔的OSM定位图

佩济亚拉里维耶尔的时区为UTC+01:00、UTC+02:00（夏令时）。

## 行政
佩济亚拉里维耶尔的邮政编码为66370，INSEE市镇编码为66140。

## 政治
佩济亚拉里维耶尔所属的省级选区为勒里贝拉勒县。

## 人口

1962-2008年间佩济亚拉里维耶尔人口变化图示

佩济亚拉里维耶尔于2022年1月1日时的人口数量为4048人。